# Perișor
Perişor é uma comuna romena localizada no distrito de Dolj, na região de Oltênia. A comuna possui uma área de 70.72 km² e sua população era de 1803 habitantes segundo o censo de 2007.